# 石紋犁齒䲁
石紋犁齒䲁（學名：Entomacrodus marmoratus），又稱石紋間頸鬚䲁，為輻鰭魚綱鳚形目䲁科犁齒䲁屬的一種，分布於中太平洋東部夏威夷群島海域，深度0至1公尺，本魚體延長形，稍側扁，似圓柱狀，頭鈍短，頭頂無冠膜，頸部無葉片狀皮瓣，僅有一低皮褶，鼻鬚掌狀分支，眼上有觸鬚，上唇邊緣內側光滑，背鰭與尾柄相連，皮膚呈深色，有白色的斑點，體長可達15.2公分，成魚棲息於沿岸水域的岩石區，當遇到危險時會以一前一後的跳躍方式在潮池間移動，以藻類及小型無脊椎動物為食，雌魚產附著性卵，雄魚有護卵行為，幼魚為浮游性，生活習性不明，夏威夷原住民會把它當作魚餌和食物，傳統上是用朱蕉烹調或生吃。